# بارود

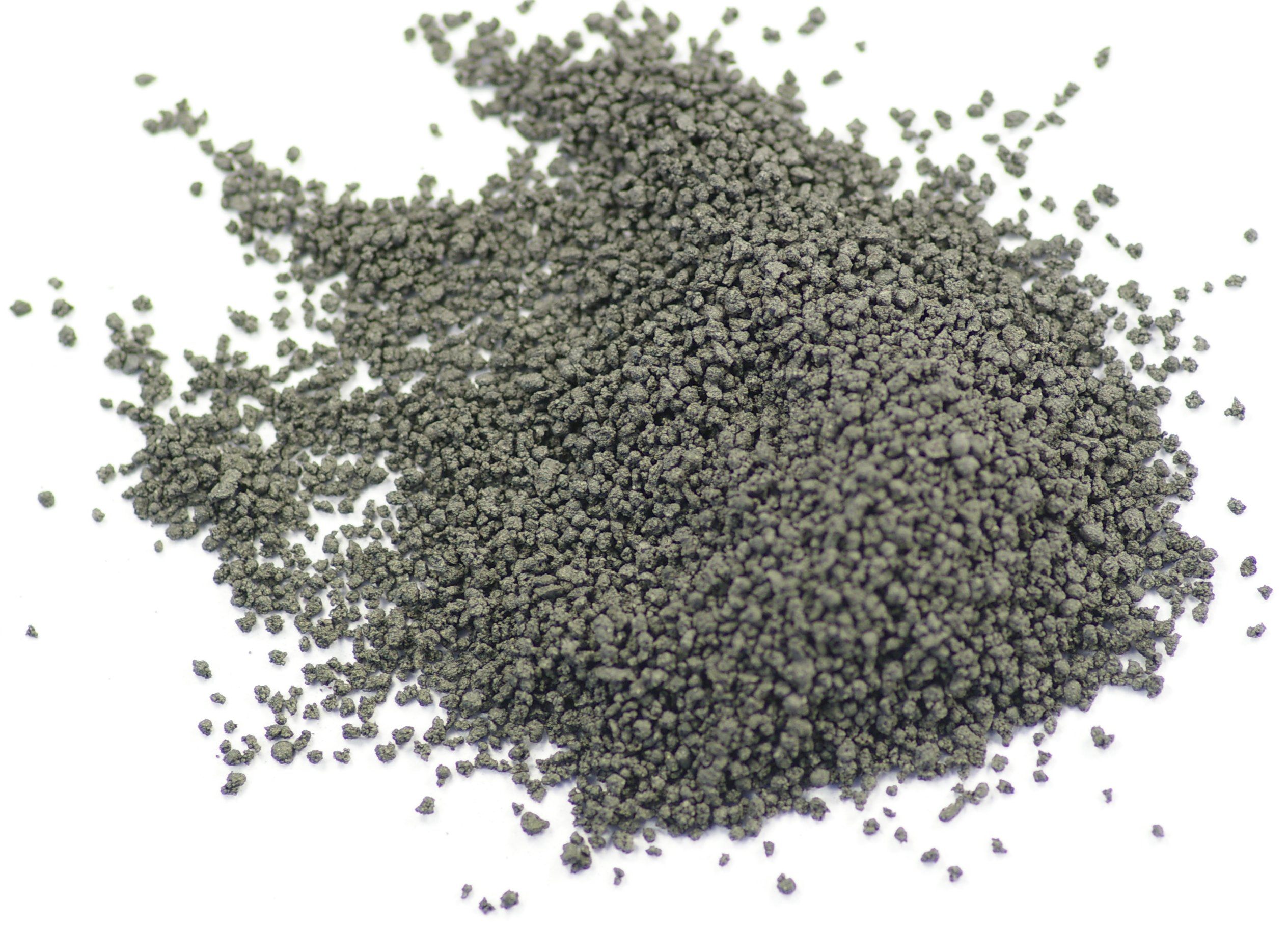
بارود

البارود (المعروف أيضًا باسم المسحوق الأسود لتمييزه عن المسحوق الحديث عديم الدخان)، هو أول متفجر كيميائي معروف. يتكون من خليط من الكبريت والكربون (على شكل فحم) ونترات البوتاسيوم (الملح الصخري). يعمل الكبريت والكربون وقودًا في حين أن الملح الصخري يعمل عاملًا مؤكسدًا. اُستُخدم البارود على نطاق واسع باعتبارها مادةً دافعةً في الأسلحة النارية والمدفعية والصواريخ والألعاب النارية، بما في ذلك استخدامه عاملًا لتفجير للمتفجرات في المحاجر والتعدين وبناء خطوط الأنابيب وبناء الطرق.
البارود هو خليط سريع الاشتعال أو مادة متفجرة دافعة صلبة قابلة لإحداث تفاعل ناشر للحرارة في معزل عن الهواء الخارجي، تطلق كميات كبيرة من الغازات. بعض أنواع البارود مركبات بوليميرية عالية التكثف شديدة الاحتراق يمكن تصنيفها في صنفين بحسب تركيب مادة البارود والعناصر التي تتألف منها وهي: البارود المتغاير الخواص ومنه البارود الأسود أو البارود الدخاني، والبارود الثابت الخواص القابل للانضغاط كالبارود القطني اللادخاني المستخدم في دفع المقذوفات أو صنع القنابل ويتكون من ملح البارود والكبريت والفحم، وكان يستعمل في دفع القذائف الحربية وصنع القنابل حتى الحرب العالمية الأولى حين استبدل البارود المستخدم لدفع المقذوفات بالكوردايت واستبدل البارود المستخدم لصنع المسدسات بالديناميت.
نسب مكونات البارود: ملح البارود 75%, فحم 15%, كبريت 10%
ملح البارود واسمه العلمي «نترات البوتاسيوم» وتركيبه «KNO3» هو المادة المؤكسدة حيث يحتوي على ثلاث ذرات أكسجين يمكنها الارتباط مع ذرات الفحم والكبريت لإحداث الاشتعال المطلوب.
معادلة الاحتراق هي كالتالي: 2KNO3 + S + 3C → K2S + N2 + 3CO2

## تاريخ

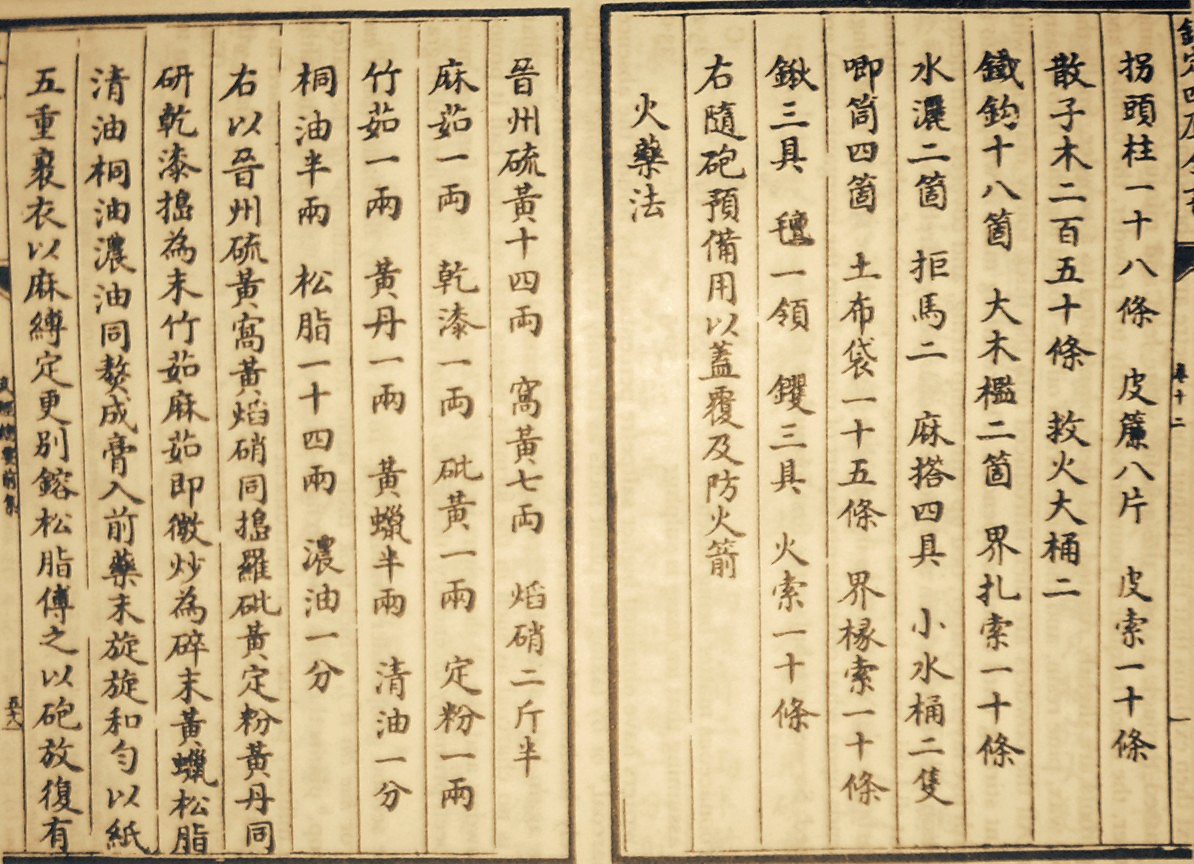
تركيبة البارود كما ظهرت عام 1044 م في أحد الكتب الصينية.

أول إشارة مؤكدة لما يمكن اعتباره بارودًا في الصين حدثت في القرن التاسع الميلادي خلال عهد أسرة تانغ في أحد النصوص الطاوية عام 808 م ثم حوالي 50 عامًا لاحقًا، التركيبة مكونة من ستة أجزاء من الكبريت إلى ستة أجزاء من الملح الصخري إلى جزء واحد من عشب زراوند. ويعد البارود أحد الاختراعات الأربعة العظيمة للصين. تم تطويره في الأصل من قبل الطاويين للأغراض الطبية، وقد استخدم لأول مرة للحرب حوالي عام 904 بعد الميلاد. انتشر عبر أوراسيا بنهاية القرن الثالث عشر.
قام بعض الصينيين بتسخين الكبريت ورهج الغار والملح مع العسل، ونتج عن ذلك دخان وألسنة اللهب، حتى أحرقت أيديهم ووجوههم، وحتى أحرق المنزل بأكمله الذي كانوا يعملون فيه. بناءً على هذه النصوص الطاوية، كان اختراع البارود من قبل الكيميائيين الصينيين على الأرجح نتيجة ثانوية عرضية من التجارب التي تسعى إلى خلق إكسير الحياة. كان الملح الصخري معروفًا للصينيين بحلول منتصف القرن الأول الميلادي وكان يُنتج بشكل أساسي في مقاطعات سيتشوان وشانشي وشاندونغ. هناك أدلة قوية على استخدام الملح الصخري والكبريت في تركيبات طبية مختلفة. ووجد نص كيميائي صيني مؤرخ في 492 لاحظ أن الملح الصخري أحترق بلهب أرجواني، مما يوفر وسيلة عملية وموثوقة لتمييزه عن الأملاح غير العضوية الأخرى، وبالتالي تمكين الكيميائيين من تقييم تقنيات التنقية ومقارنتها.
أدعى مصطفى عبد الكريم الخطيب في كتابه معجم المصطلحات والألقاب التاريخية بأن أول من استخدم البارود هم المسلمون العرب، وقد عرف الكيميائيون المسلمون العرب الأوائل ملح البارود في القرن السابع حيث كان يستعمل لأغراض حربية مثل نسف الحصون وكذلك للألعاب النارية، وأول استخدام للمدفع كان في حصار سرقسطة في عام 511هـ/1118م ثم في عام 672هـ/1273م حين استخدمه الحاكم المسلم العربي السلطان المريني أبي يوسف في حصاره لمدينة سجلماسة.
في كتاب «الفروسية والمكائد الحربية» لـحسن الرماح المتوفى سنة 693هـ/1294م هناك شرح لصناعة أنواع عديدة من الصواريخ «الطيار» تختلف بالمدة والسرعة والحجم وكذلك نوع من الطوربيدات يصطدم بالسفن وينفجر.

أستخدم العثمانيون المدافع والصواريخ في حصار القسطنطينية 857هـ/1453م، وكانت أحجام مدافعهم كبيرة حيث يصل طول الماسورة إلى 8 أمتار وقطر الفوهة 75ســــم.

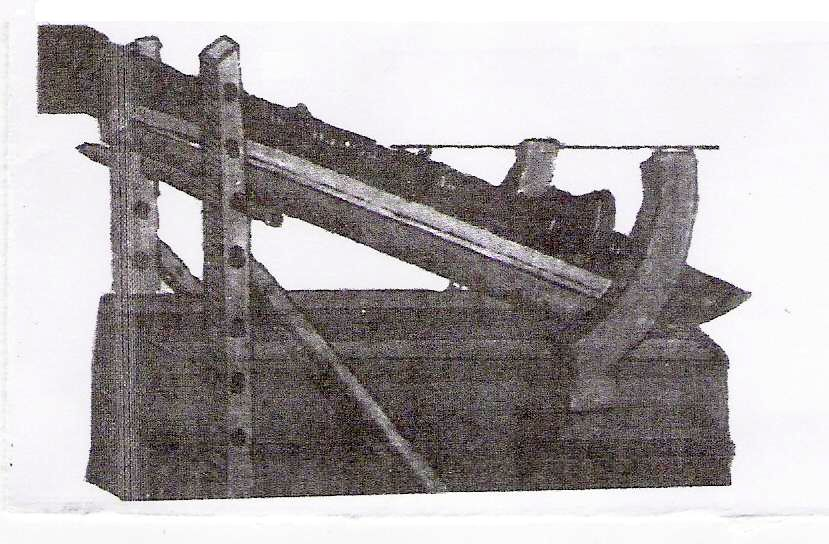
صورة من كتاب العز والرفعة تمثل المدفع العربي

و البارود من أقدم المتفجرات ولا يمكن على وجه الدقة تحديد من أول من اخترعه، كما لا يعرف أصل تسميته بالعربية ويبدو أنها من السريانية وبعد أن توصل العرب إلى معرفة خواص ملح الصخر والبارود في أوائل القرن السابع للهجرة شملوه تحت اسم مادة 'نفط' التي صار لها منذ ذلك الحين معان جديدة وتذكر المصادر الإسبانية والعربية في الأندلس والمغرب عرفوا البارود واستعملوا المدافع في الحرب منذ أواخر القرن السابع عشر ميلادي وبمرور الوقت صارت كلمة بارود تعني البارود نفسه أو كحل البارود (ذرور) وصار ملح البارود هو الاسم الذي يطلق على ملح الصخر، ومن البارود اشتقت كلمة البارودة التي تعني البندقية.
لم يستعمل البارود الأسود في أغراض التعدين قبل القرن17 م إلا أن استخدامه في المناجم لم ينتشر إلا في أوائل القرن 18 لأسباب كثيرة منها ارتفاع تكاليف تحضيره وعدم توافر أدوات الثقب المناسبة والخوف من حدوث انهيارات في سقف المنجم، أما أول استخدام للبارود في أعمال الهندسة المدنية والعمارة فكان في 1679 إبان حفر نفق مالباس عند قناة دي ميدي في فرنسا وقد ظل البارود الأسود المادة المتفجرة والوحيدة المستعملة في المقالع وأعمال الطرق حتى منتصف القرن 19 وظل الدافعة الوحيدة حتى نهاية ذلك القرن إلى أن تم التوصل إلى بدائل أكثر أمنا من البارود الأسود وخاصة الديناميت المحسن والبارود اللادخاني.
و لم يعد يسمح باستعمال البارود الأسود في المناجم تحت الأرض، لكنه مايزال يستعمل في المقالع المكشوفة وفي بعض الأغراض الخاصة في الاستخدامات العسكرية.
ينسب اختراع أول مادة شديدة الانفجار عموما إلى الكيميائي السويسري من أصل ألماني كريستيان فريدريش شونباين الذي توصل في عام 1845 إلى صنع البارود القطني (النتروسيلولوز) بنقع القطن في مزيج من حمض الازوت وحمض الكبريت ثم غسل الناتج بالماء لازالة بقايا الحمض.
وفي عام 1860 توصل ضابط رو سي يدعى أرنست شولتزه e.schultze إلى صنع مادة دافعة شبيهة بسابقتها من نقع قطع صغيرة من الخشب في حمض الازوت وبعد إزالة بقايا الحمض أشبع الناتج بالابريوم ونترات البوتاسيوم وكان البارود الذي حصل عليه شولتزه وحمل اسمه لبنادق الصيد، ولكنه قليل الصلاحية وأكثر البنادق المتواجدة آنذاك كانت حربية.
و في سنة 1884 توصل الكيميائي الفرنسي بول فيي paul vieill إلى صنع بارود دخاني غرواني مكثف هو powder B قريب في صيغته من البارود الدخاني المعروف اليوم.
و في عام 1888 أنتج الكيميائي السويدي ألفرد نوبل alfred nebel مادة جديدة أسماها الستيت ballestite وتتألف من مزيج هلامي القوام gelatinized من النتروهلولوز 40 % المخفف الأزوت مع النيتروغليسرين60 % وقطعها شرائح، وقد ظلت هذه المادة تستعمل بنجاح مدة زادت على 75 عاما.
طور البريطانيون فيما بعد عددا من المنتجات المماثلة لها أطلقوا عليها اسم الكوردايت.
في عام 1909م توصلت الولايات المتحدة الأمريكية إلى نوع من البارود الادخاني أكثر أمانا أساسه القطن المنترج nitrocotton الحاوي على نسبة منخفضة من الأزوت ويدعى بيروسلولوز pynocellulose، وهو قابل للانحلال في الإيثر والكحول وقد تبين أن هذا النوع من البارود يصلح للاستعمال في جميع أنواع المدافع، وكان المادة الدافعة الرئيسية المستخدمة في الحرب العالمية الأولى.

## أنواعه
بعض أنواع البارود مركبات بوليميرية عالية التكثف شديدة الاحتراق يمكن تصنيفها في صنفين بحسب تركيب مادة البارود والعناصر التي تتألف منها:

### البارود الأسود (الدخاني)

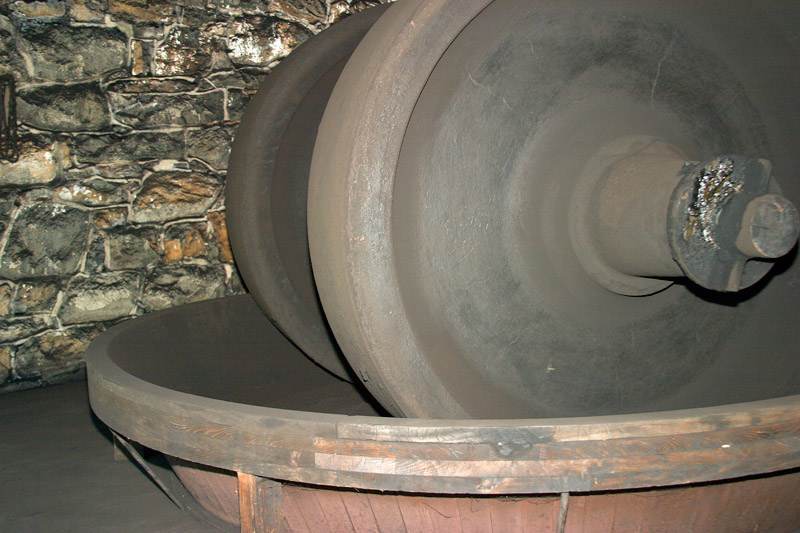
طاحونة البارود

سمي هذا النوع من البارود بالأسود نسبه للونه الذي يغلب عليه لون فحم الخشب وسمي دخانيا لأن الغازات المنطلقة عند احتراقه ممزوجة بدخان أسود، يتألف من المواد الصلبة الناتجة عن بقايا الاحتراق.
يتألف البارود الأسود من خليط جيد المزج بين نترات البوتاسيوم أو الصوديوم وفحم الخشب الكبريت بنسب تختلف بحسب الغاية المستخدم لها، ويستعمل في صنع الحشوات الدافعة والحشوات المتفجرة لمقذوفات الأسلحة النارية المقذوفات الصلبة وفي الألعاب النارية وفي المقالع وفي صنع
الفتيل المشتعل
البارود الأسود قليل الحساسية بالاحتكاك أو الصدمات ولكي يحترق أو يتفجر لابد من وجود مشعل يحرق البارود بطبقات متوازية في الاتجاه العمودي على سطح الاحتراق فتنتقل موجة الاحتراق والحرارة من طبقة إلى أخرى تليها، إذ يستبعد في هذه الحالة تسرب نواتج الاحتراق والحرارة إلى داخل المادة نفسها وتتوفر في الوقت نفسه في إمكانية التحكم في السرعة الإجمالية لتشكل غازات الاحتراق بمقياس الزمن عن طريق إعطاء مادة البارود الشكل المناسب أما سرعة احتراق البارود تعتمد على قوام مادته ودرجة الحرارة الأولية والضغط ويمكن التحكم فيها بواسطة الإضافات المختلفة.
الفتيل المشتعل: في سنة 1831 توصل تاجر الجلود بريطاني وليم بكفورد [الإنجليزية] إلى اختراع مشعل أمين للعمل في المناجم يتألف من فتيل منسوج محشو بالبارود الأسود، ثم يطلى الفتيل بمادة مانعة لرطوبة ويغلق بنسيج اخر أو بمادة لدنة. يوفر الفتيل المشتعل وسيلة أمنية يمكن الركون إليها لإيصال النار إلى الحشوة المتفجرة، ويعتمد توقيت الانفجار على طول الفتيل وهو دقيق إلى درجة كبيرة ولا يتأثر بالعوامل الجوية أو الماء.

### البارود اللادخاني
أو البارود القطني وهي مادة متفجرة دافعة أساسها النتروسيلولوز، وهي مادة بيضاء ليفية القوام تشبه القطن ومن أهم ماتتصف به اختلاف مواصفاتها الفيزيائية والكيميائية باختلاف نسبة ماتحتويه من الازوت (النتروجين)يستعمل البارود اللادخاني في ذخائر الأسلحة النارية والصواريخ الصغيرة التي تعمل بالوقود الصلب وفي أدوات العمل التي تتطلب ضغطا عاليا وسرعة التنفيذ، وهو ينتج على شكل أقراص أو صفيحات أو أسطوانات أو حبال أو كريات من حجوم مختلفة ويسمى «اللادخانيا» أو «غير مدخن» للتفريق بينه وبين البارود الأسود المدخن.
و البارود اللادخاني سريع الاشتعال لا يحتاج إلى أكسجين خارجي وينتج من احتراقه كميات هائلة من الغازات العديمة اللون والحرارة عالية وتعتمد سرعة الاحتراق وحجم غازات المنطلقة على تركيب حبيبات البارود وشكلها ومساحة سطح الاحتراق، وتزداد سرعة الاحتراق بازدياد الضغط، ويتفوق البارود الادخاني على البارود الأسود بصفاته الدفعية العالية وعدم تركه بقايا احتراق تذكر وقلة امتصاصه للرطوبة ومحافظته على مواصفاته عند تخزينه، في شروط طبعتة لمدة طويلة وقلة حساسية للمؤثرات الخارجية وإمكانية تشكيله بأشكال وحجوم مختلفة.
أنواع البارود اللادخاني: يستعمل البارود اللادخاني اليوم على نطاق واسع وهو يصنف عموما في صنفين: وحيد الأساس وثنائي الأساس، يحتوي البارود اللادخاني الوحيد الأساس على النتروسلولوز مع بعض الإضافات، وقد حل فيه سيليلوز الخشب محل ألياف القطن، ولا تزيد نسبة الازوت فيه على 12.5-13.5%. أما البارود ثنائي الأساس وهو أكثر أنواعه فيشتمل على نسبة 70-80% نتروسيلولوز و 20-30% نتروغليسرين. قد يضاف إلى الصنفين إضافات لضمان ثباتهما وتحسين مواصفاتهما، من أشهر البارود اللادخاني هو البارود البيروكسيليني والبارود النتروغليسيرين وبارود الأمونيوم وثالث تولوين.
وقود الصواريخ الجاف (الصلب) هو الاسم الذي يطلق على البارود المستخدم كوقود في المحركات الصاروخية، وهو مركبات بوليميرية حديثة تتفاعل بالحرارة وتتألف عادة من بيروكلورات الأمونيوم (مؤكسد)، ويتمتع الوقود الصاروخي الجاف بميزات كثيرة يتفوق بها على أنواع الوقود الباليستية الأخرى، فقوة دفعه أكبر وسرعة احتراقه أقل اعتمادا على الضغط ودرجة الحرارة ومجال التحكم في سرعة احتراقه كبيرة عن طريق ضغط الإضافات المختلفة والتحكم في مواصفاتها الفيزيائية والميكانيكية وبسبب مرونة هذا الوقود وإمكانية التحكم في شكله الخارجي يمكن تثبيته مباشرة على جدران المحرك الصاروخي الأمر الذي يزيد من معامل ملء المحرك بالوقود.
1. ↑  Lorge 2008، صفحة 32.
2. ↑  Andrade 2016، صفحة 31.
3. ↑  Chase 2003، صفحات 31–32.